# East Ellijay
East Ellijay é uma cidade localizada no estado americano de Geórgia, no Condado de Gilmer.

## Demografia
Segundo o censo americano de 2000, a sua população era de 707 habitantes.
Em 2006, foi estimada uma população de 707, um aumento de 0 (0.0%).

## Geografia
De acordo com o United States Census Bureau tem uma área de
5,1 km², dos quais 5,1 km² cobertos por terra e 0,0 km² cobertos por água.

## Localidades na vizinhança
O diagrama seguinte representa as localidades num raio de 32 km ao redor de East Ellijay.